# Genc Ruli
Genc Ruli (* 11. April 1958) ist ein albanischer Politiker (PD). Er war zwischen 1992 und 1996, 2005 und 2009 sowie 2013 und 2017 Abgeordneter der Partia Demokratike e Shqipërisë (PD) im Kuvendi i Shqipërisë (Parlament Albaniens).
Zwischen 2005 und 2009 war Genc Ruli Minister für Wirtschaft, Handel und Energie im ersten Regierungskabinett des damaligen Ministerpräsidenten Sali Berisha (PD) und zwischen 2009 und 2013 Minister für Landwirtschaft, Ernährung und Konsumentenschutz im zweiten Regierungskabinett.